# Висока техничка школа академских студија Београд
Висока техничка школа академских студија Београд (стари назив Висока бродарска школа академских студија) је приватна високошколска установа у Београду. Налази се у Булевару војводе Путника 7.

## Историјат
Високу бродарску школу академских студија Београд је основао проф. др Вукашин Б. Лале 23. маја 2017. године, а 6. јула 2022. године је објављена изјава да је Висока бродарска школа академских студија у име Висока техничка школа академских студија.
Школа поседује сертификат DNV ISO 9001 који потврђује усклађеност смерова са одредбама Међународне поморске организације и STCW конвенције.

## Смерови

### Основне академске студије
Смерови на основним академским студијама су:
- Наутика
- Бродомашинство

### Мастер академске студије
На мастер академске студије постоји један смер, Лучки менаџмент.